# Montalto Ligure
Montalto Ligure (ligurisch Muntótu) ist eine Fraktion der italienischen Gemeinde (comune) Montalto Carpasio in der Provinz Imperia,  Region Ligurien.

## Geographie

Ehemaliges Gemeindewappen

Montalto Ligure liegt im Valle Argentina und gehörte zu der mittlerweile aufgelösten Comunità Montana Argentina Armea. Die Distanz zur Provinzhauptstadt Imperia beträgt circa 35 Kilometer.
Nach der italienischen Klassifizierung bezüglich seismischer Aktivität wurde die Gemeinde der Zone 2 zugeordnet. Das bedeutet, dass sich Montalto Ligure in einer seismisch moderat bis stark aktiven Zone befindet.

### Klima
Die Gemeinde wird unter Klimakategorie D klassifiziert, da die Gradtagzahl einen Wert von 1801 besitzt. Das heißt, die in Italien gesetzlich geregelte Heizperiode liegt zwischen dem 1. November und dem 15. April für jeweils 12 Stunden pro Tag.

## Geschichte
Montalto Ligure war bis 1. Januar 2018 eine eigenständige Gemeinde und fusionierte mit der Gemeinde Carpasio zur neuen Gemeinde Montalto Carpasio.